# 小行星8149
小行星8149（英語：8149 Ruff）是一颗围绕太阳公转的小行星。1985年5月11日，卡罗琳·舒梅克、尤金·舒梅克在帕洛马山发现了此天体。
这颗小行星的绝对星等为170.3520270316396等。